# Pegesimallus saeptus
Pegesimallus saeptus là một loài ruồi trong họ Asilidae. Pegesimallus saeptus được Oldroyd miêu tả năm 1960.